# Liste des villes jumelées d'Allemagne
 (octobre 2024).
 (décembre 2016).

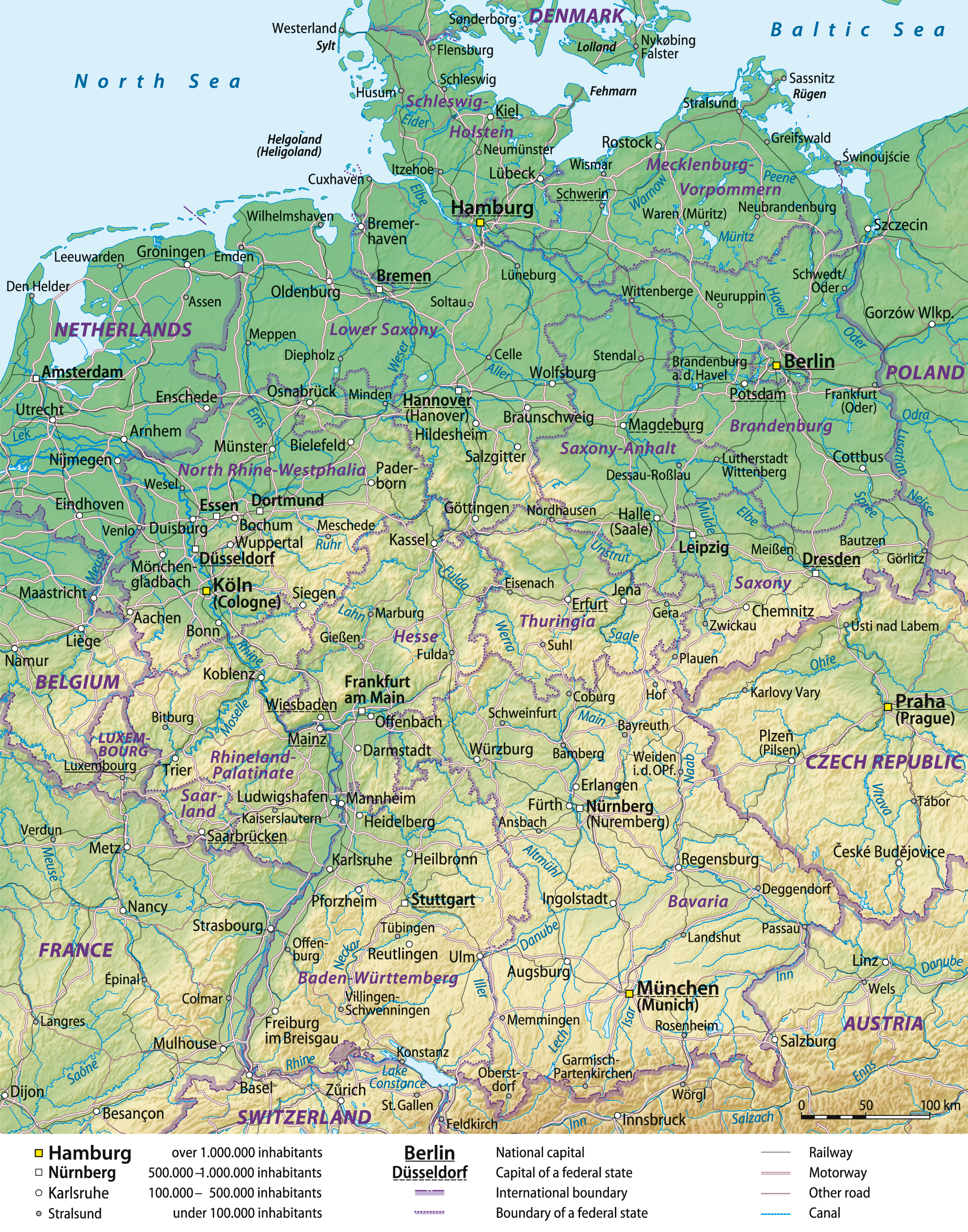
Carte de l’Allemagne.

Ceci est la liste des villes jumelées d’Allemagne ayant des liens permanents avec des communautés locales dans d'autres pays. Dans la plupart des cas, l'association, en particulier lorsque officialisée par le gouvernement local, est connu comme « jumelage » (même si d'autres termes, tels que villes partenaires, Sister Cities, ou municipalités de l'amitié sont parfois utilisés), et alors que la plupart des lieux sont des villes, la liste comprend aussi des villages, des villes, des districts, comtés, etc., avec des liens similaires.
Quelques lieux jumeaux ont un nom allemand (ancien ou historique), en particulier dans les pays limitrophes ou de zones avec des langages mixtes.
Pour les villes jumelées germano-allemandes, il y a les noms des États abrégés : Bade-Wurtemberg (BW), Basse-Saxe (NI), Bavière (BY), Berlin (BE), Brandebourg (BR), Brême (HB), Hambourg (HH), Hesse (HE), Mecklembourg-Poméranie-Occidentale (MV), Rhénanie-du-Nord-Westphalie (NW), Rhénanie-Palatinat (RP), Sarre (SL), Saxe-Anhalt (ST), Saxe (SN), Schleswig-Holstein (SH) et Thuringe (TH).
- Haut – A
- B
- C
- D
- E
- F
- G
- H
- I
- J
- K
- L
- M
- N
- O
- P
- Q
- R
- S
- T
- U
- V
- W
- X
- Y
- Z

## B

### Bad Kötzting, Bavière.
Bad Kötzting est un membre fondateur du douzelage, une association de jumelage de 27 villes à travers l'Union européenne,
| Altea, Espagne (1991) Bellagio, Italie (1991) Bundoran, Irlande (1991) Granville, France (1991) Holstebro, Danemark (1991) Houffalize, Belgique (1991) Meerssen (Meersen), Pays-Bas (1991) Niederanven, Luxembourg (1991) Préveza, Grèce (1991) | Sesimbra, Portugal (1991) Sherborne, Royaume-Uni (1991) Karkkila, Finlande (1997) Oxelösund, Suède (1998) Judenburg, Autriche (1999) Chojna (Königsberg in der Neumark), Pologne (2004) Kőszeg (Güns), Hongrie (2004) Sigulda (Segewold), Lettonie (2004) Sušice (Schüttenhofen), République tchèque (2004) | Türi (Turgel), Estonie (2004) Zvolen (Altsohl), Slovaquie (2007) Prienai (Prenen), Lituanie (2008) Marsaskala, Malte (2009) Siret (Sereth), Roumanie (2010) Agros, Chypre Škofja Loka (Bischoflack), Slovénie Tryavna, Bulgarie |

### Bad Segeberg
Grand Island (Nebraska), États-Unis

### Berlin, Berlin
Arrondissement de Charlottenburg-Wilmersdorf :
| Mannheim (BW), Allemagne (1962) Arrondissement de Marbourg-Biedenkopf (HE), Allemagne (1964 avec C.) Or Yehuda, Israël (1966) Trente, Italie (1966) Apeldoorn, Pays-Bas (1968) Gladsaxe, Danemark (1968) Minden (NW), Allemagne (1968) | District londonien de Lewisham, Royaume-Uni (1968) District londonien de Sutton, Royaume-Uni (1968) Split, Croatie (1970 avec W.) Bad Iburg (NI), Allemagne (1980) Karmiel, Israël (1985 avec W.) Arrondissement de Waldeck-Frankenberg (HE), Allemagne (1988) Petchersk (Kiev), Ukraine (1991) | Arrondissement de Rheingau-Taunus (HE), Allemagne (1991) Arrondissement de Forchheim (BY), Allemagne (1991) Arrondissement de Kulmbach (BY), Allemagne (1991) Gagny, France (1992) Międzyrzecz (Meseritz), Pologne (1993) Linz, Autriche (2001, 1995) 5e arrondissement de Budapest, Hongrie (1998) |

Arrondissement de Friedrichshain-Kreuzberg :
| Wiesbaden (HE), Allemagne (1964) Arrondissement de la Bergstraße (HE), Allemagne (1969) Ingelheim am Rhein (RP), Allemagne (1971) Porta Westfalica (NW), Allemagne (1973) | Arrondissement de Limburg-Weilburg (HE), Allemagne (1980) San Rafael del Sur, Nicaragua (1986) Kiryat-Yam, Israël (1990) District de Kadıköy, Istanbul, Turquie (1996) | Szczecin (Stettin), Pologne (1996) Oborichté (en) (Sofia), Bulgarie (2006) |

District de Lichtenberg :
| District de KaMubukwana, Maputo, Mozambique (1995) District de Białołęka, Varsovie, Pologne (2000) | Oblast de Kaliningrad, Russie (2001) Powiat de Hajnówka, Pologne (2001) | Jurbarkas (Georgenburg), Lituanie (2003) |

Arrondissement de Marzahn-Hellersdorf :
| 15e arrondissement de Budapest, Hongrie (1991) Tychy (Tichau), Pologne (1992) | Arrondissement de Kastrychnitski (en), Minsk, Biélorussie (1993) Halton (borough), Royaume-Uni (1994) | Lauingen (Donau) (BY), Allemagne (1999) |

District de Mitte :
| Higashiōsaka, Japon (1960) Arrondissement de Lahn-Dill (HE), Allemagne (1961) Hamm (NW), Allemagne (1962) Kassel (HE), Allemagne (1977) Holon, Israël (1980) Bottrop (NW), Allemagne (1983) | Frogn, Norvège (1990) Arrondissement de Schwalm-Eder (HE), Allemagne (1992) District de Petrogradsky, Russie (1994) Shinjuku, Japon (1994) Tsuwano, Japon (1995) Tourcoing, France (1995) | Fethiye, Turquie (1997) Chaoyang, Pékin, Chine (2004) 6e arrondissement de Budapest, Hongrie (2005) District administratif central, Moscou, Russie (2006) District de Beyoğlu, Istanbul, Turquie (2008) |

District de Berlin-Neukölln :
| Anderlecht, Belgique (1955) Boulogne-Billancourt, France (1955) District londonien de Hammersmith et Fulham, Angleterre (1955) Zaanstad, Pays-Bas (1955) Wetzlar (HE), Allemagne (1959) | Cologne (Köln) (NW), Allemagne (1967) Leonberg (BW), Allemagne (1970) Bat Yam, Israël (1978) Marino, Italie (1980) Ústí nad Orlicí, République tchèque (1989) | District de Petrogradsky, St. Petersburg, Russie (1991) 5e district de Prague, République tchèque (2005) Çiğli, Izmir, Turquie (2005) |

District de Pankow :
| Ashkelon, Israël (1994) | Kołobrzeg (Kolberg), Pologne (1994) | Yalta, Ukraine (1992) |

District de Reinickendorf :
| Arrondissement de Vogelsberg (HE), Allemagne (1964) Greenwich, Londres, Angleterre (1966) Lauterbach (HE), Allemagne (1966) Antony, France (1966) Kiryat-Ata, Israël (1976) Bad Steben (BY), Allemagne (1988) Melle (‘‘‘NI’’’), Allemagne (1988) Blomberg (NW’), Allemagne (1990) Wrocław (Breslau), Pologne | Templewo, Pologne Sulęcin (Zielenzig), Pologne Międzyrzecz (Meseritz), Pologne Burkina Faso, le pays Dénia, Espagne Province de Catalogne, Espagne Minsk, Biélorussie Kiev, Ukraine Votcha Gora (ru), Biélorussie | Volgograd, Russie Sankt Petersburg, Russie Washington D.C., États-Unis Orcades, Écosse Zeltingen-Rachtig (RP), Allemagne Arrondissement de Lichtenfels (BY), Allemagne Arrondissement de Haute-Havel (BR), Allemagne Arrondissement de Schmalkalden-Meiningen (TH), Allemagne |

Arrondissement de Spandau :
| Arrondissement de Siegen-Wittgenstein (NW), Allemagne (1952) Siegen (NW), Allemagne (1952) Luton, Angleterre (1959) | Asnières-sur-Seine, France (1959) Ashdod, Israël (1968) | İznik, Turquie (1987) Nauen (BR), Allemagne (1988, puis dans l'Allemagne de l’Est) |

Arrondissement de Steglitz-Zehlendorf :
| District de Bad Godesberg (NW), Bonn, Allemagne (1962) Arrondissement de Göttingen (NI), Allemagne (1962) Hann. Münden (NI), Allemagne (1962) Arrondissement de Rendsburg-Eckernförde (SH), Allemagne (1964) Bremerhaven (HB), Allemagne (1965) Kiryat Bialik, Israël (1966) Nentershausen (HE), Allemagne (1966) | Hagen (NW), Allemagne (1967) Brøndby, Danemark (1968) Cassino, Italie (1969) 12e arrondissement de Paris, France (1970) Arrondissement de Westerwald (RP), Allemagne (1970) Sdérot, Israël (1975) Ronneby, Suède (1976) | Arrondissement de Lüchow-Dannenberg (NI), Allemagne (1979) Königs Wusterhausen (BR), Allemagne (1988) Szilvásvárad, Comitat de Heves, Hongrie (1989) Région d’Ordzhonikidzevsky, Kharkiv, Ukraine (1990) Kazimierz Dolny, Pologne (1993) Sochós, Grèce (1993) 14e arrondissement de Budapest, Hongrie (2008) |

Arrondissement de Tempelhof-Schöneberg :
| Ahlen (NW), Allemagne (1964) Arrondissement de Bad Kreuznach (RP), Allemagne (1964) Penzberg (BY), Allemagne (1964) Wuppertal (NW), Allemagne (1964) District londonien de Barnet, Royaume-Uni (1955) | Koszalin (Köslin), Pologne (1995) Nahariya, Israël (1970) Arrondissement de Paderborn (NW), (1975) Arrondissement de Teltow-Fläming (BR), Allemagne (1991) Arrondissement de Werra-Meißner (HE), Allemagne (1957, renouvelé en 2001) | Amstelveen, Pays-Bas (2005) District de Mezitli, Mersin, Turquie (2012) Charenton-le-Pont, France Levallois-Perret, France |

Arrondissement de Treptow-Köpenick :
| East Norriton Township, États-Unis (1991) District de Mokotów, Varsovie, Pologne (1993/2000) Odernheim (RP), Allemagne (1997) Albinea, Italie (1997/1998) | Cajamarca, Pérou (1998) Veszprém (comitat), Hongrie (2002) Subotica, Serbie (2002) Izola, Slovénie (2002) | Mürzzuschlag, Autriche (2002) Olomouc (Olmütz), République tchèque (2002) Innenstadt (en), Cologne, Allemagne (2005) |

- Berlin-Zehlendorf, Berlin - 2001 amalgamé dans le district berlinois de Steglitz-Zehlendorf

## D

### Duisbourg, Rhénanie-du-Nord-Westphalie[16],[17]
| Portsmouth, Angleterre (1950), Calais, France (1964), Fort Lauderdale (Floride), États-Unis (2011) Lomé, Togo (1973) | Wuhan, Chine (1982) Vilnius (Wilna), Lituanie (1985), Gaziantep, Turquie (2005), | Perm, Russie (2007) Greenock, Écosse San Pedro Sula, Honduras (2008) |

## E

### Ellerhoop, Schleswig-Holstein
Hurst Green (East Sussex), Angleterre (1984)

## H

### Hanovre, Basse-Saxe
Bristol, Royaume-Uni (1947)
 Poznań, Pologne (1979)
 Hiroshima, Japon (1983),
 Leipzig (SN), Allemagne (1987)

## K

### Kaiserslautern, Rhénanie-Palatinat
Davenport (Iowa), États-Unis (1960)